# Kap Brazier
Koordinaten: 6° 6′ 52″ N, 10° 22′ 21″ W
Das Kap Brazier ist ein markanter Punkt an der westafrikanischen Küste am Atlantik, es liegt im Grand Bassa County, etwa 50 Kilometer ostsüdöstlich von Monrovia an der Küste Liberias. Sie besteht aus einer
kaum 3 Kilometer vorspringenden flachen, bewaldeten Halbinsel.

## Geschichte
Der erste Europäer, der das Kap Brazier erreichte, war 1458 der portugiesische Entdecker Diogo Gomes. Er bereiste im Auftrag Heinrichs des Seefahrers die afrikanische Westküste. Der heutige Name ist französischen Ursprungs:  Brazier ist der Name für Kohlenbecken. Möglicherweise wurde dort ein Leuchtfeuer installiert, um die Orientierung an der Küste zu verbessern.